# Леонт (из Афин)
Леонт или Леос (Леой, др.-греч. Λεώς) — персонаж древнегреческой мифологии. Афинский герой-эпоним филы Леонтиды. Сын Орфея. Когда в Афинах разразился голод, согласно прорицанию дельфийского оракула, он ради отечества отдал в жертву трёх своих дочерей Леокор (Праксифею, Теопу и Эвбулу). В их честь в Керамике возведено святилище Леокорион (Леокорий). Его статуя была в Афинах и Дельфах. Упоминаются в речи Фокиона как пример героизма.